# NGC 617
NGC 617 ist eine Balken-Spiralgalaxie vom Hubble-Typ SBab im Sternbild Walfisch, welche etwa 547 Millionen Lichtjahre von der Milchstraße entfernt ist.
Das Objekt wurde im Jahr 1886 von dem US-amerikanischen Astronomen Francis Preserved Leavenworth entdeckt.